# Port de Lappeenranta
Le port de Lappeenranta (finnois : Lappeenrannan satama, LOCODE: FI LPP) est un port situé dans la ville de Lappeenranta en Finlande.

## Présentation
Le port est formé de trois parties: le port de Mustola (marchandises), le port de Kaupunginlahti (passagers) et des petits ports de plaisance.
Le port est géré par la société Lappeenranta Free Zone Oy Ltd.

## Port de Kaupunginlahti
Le port de passagers est situé dans la baie Kaupunginlahti au centre ville.
Le port de Kaupunginlahti est situé dans les quartiers Linnoitus, Keskus et Kylpylä.
Des services de passagers internationaux réguliers vont du port de Kaupunginlahti jusqu'à la ville de Viipuri dans le golfe de Finlande, et plus loin, par le canal du Saimaa, qui commence à environ 6,5 kilomètres à l'est du port,,. 
Le nombre total de passagers internationaux (départs et arrivées) était d'environ 16 400 en 2018.
Dans le voisinage immédiat du port de Kaupunginlahti se trouve la forteresse de Lappeenranta.

## Port de Mustola
Le port de Mustola est le plus important port de fret de la région des lacs de Saimaa et c'est un centre logistique pour le trafic de marchandises par route et par rail.
Le port de Mustola est situé le long du canal de Saimaa à moins de 10 kilomètres du centre de Lappeenranta, à environ 20 kilomètres de la frontière entre la Finlande et la Russie. 
La zone portuaire borde la route nationale 13, qui mène au poste frontière de Nuijamaa. 
La zone portuaire comprend aussi une zone industrielle, une zone d'entrepôts.
Le port de Mustola a une connexion ferroviaire avec d'autres parties de la Finlande et de l'Europe et, à travers la Russie, jusqu'à l'Extrême-Orient. 
Le canal de Saimaa est la seule voie navigable intérieure menant au golfe de Finlande et à la mer Baltique.
En 2019, le port a manutentioné 160 460 tonnes de marchandises.